# Свилош
Свилош (серб. Свилош) — село в Сербії, належить до общини Беочин Південно-Бацького округу в багатоетнічному, автономному краю Воєводина.

## Населення
Населення села становить 362 особи (2002, перепис), з них:
- серби — 350 — 96,68%;

Решту жителів  — з десяток різних етносів, зокрема: хорвати, югослави, словаки.